# Château de Mercœur (Blesle)
Pour les articles homonymes, voir château de Mercœur.
Le château de Mercœur dit tour aux Vingt Angles ou maison des Enfants de Mercœur est un ancien château situé en France sur la commune de Blesle, dans la région Auvergne-Rhône-Alpes.

## Localisation
Le château est situé dans le département français de la Haute-Loire, sur la commune de Blesle, dans l'ancienne région administrative d'Auvergne.

## Historique
Il s'agit d'une forteresse érigée en plusieurs phases au XIIe et XIIIe siècle par les seigneurs de Mercœur. La partie la plus ancienne, appelée logis des enfants de Mercœur, remonte au dernier quart du XIIe siècle, tandis que le donjon, connu sous le nom de tour aux Vingt Angles, a été construit au début du XIIIe siècle. En 1481, les toits subissent des dégradations majeures. En 1716, le château est cédé avec la seigneurie de Blesle aux Chavagnac, qui démolissent une partie des fortifications ainsi que le logis sud pour ériger un nouvel édifice, créer un jardin, et construire une chapelle consacrée en 1728.
À la suite de la confiscation pendant la Révolution, le château n'est pas vendu, mais une portion des remparts du côté nord-est est détruite, de même que la chapelle. Repris par la commune en 1845, le château devient le siège de la mairie, de la gendarmerie, de la prison et de l'école. Il est ensuite transformé en couvent et école privée pour filles, avec l'ajout d'un étage. Vers 1960, le château redevient propriété communale.

## Description
Cette tour, faisant partie de l'ancien château des seigneurs de Mercœur, est un donjon de forme rectangulaire atteignant une hauteur de 26 mètres. Huit contreforts renforcent les angles, et les mâchicoulis, soutenus entre les contreforts, reposent sur des arcs jumeaux qui s'appuient sur des consoles médianes formées par des assises en encorbellement. La structure devait originellement comporter trois étages, dont deux étaient voûtés en berceau, le premier en plein cintre et le second en arc brisé. Les planchers qui couvraient ces deux voûtes sont toujours reliés par un escalier intégré dans l'épaisseur des murs.

## Protection
La tour est classée au titre des monuments historiques par arrêté du 20 janvier 1925.